# Панюшковичи
Паню́шковичи (бел. Панюшкавічы) — деревня в составе Сычковского сельсовета Бобруйского района Могилёвской области Республики Беларусь.

## Население
- 1999 год — 11 человек
- 2010 год — 3 человека

## Достопримечательность
- Памятный знак на месте усадьбы, где родился белорусский драматург В. И. Дунин-Марцинкевич[3]

## Галерея

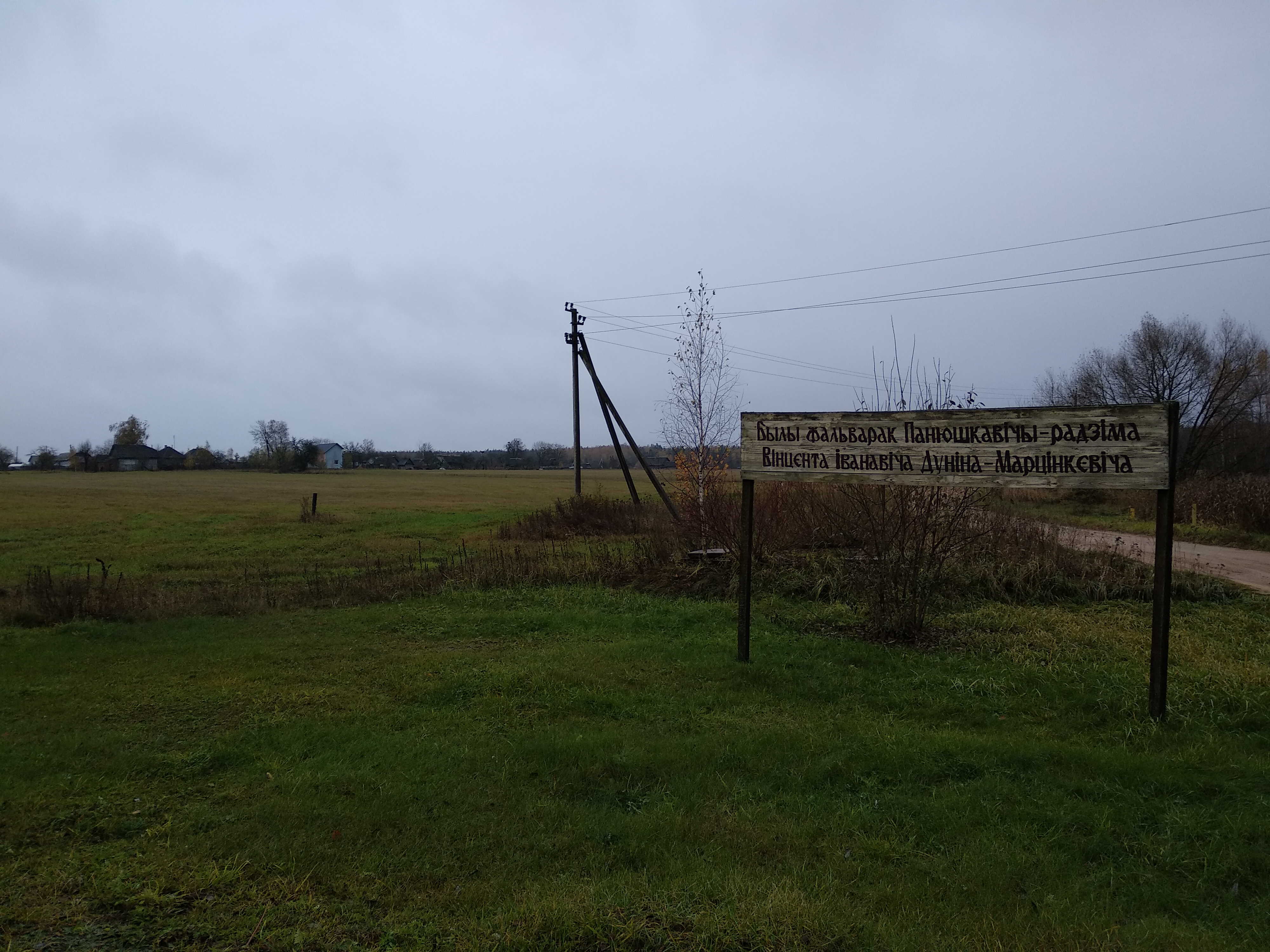
Бывший фольварк - Панюшковичи. Родина В. И. Дунина-Марцинкевича
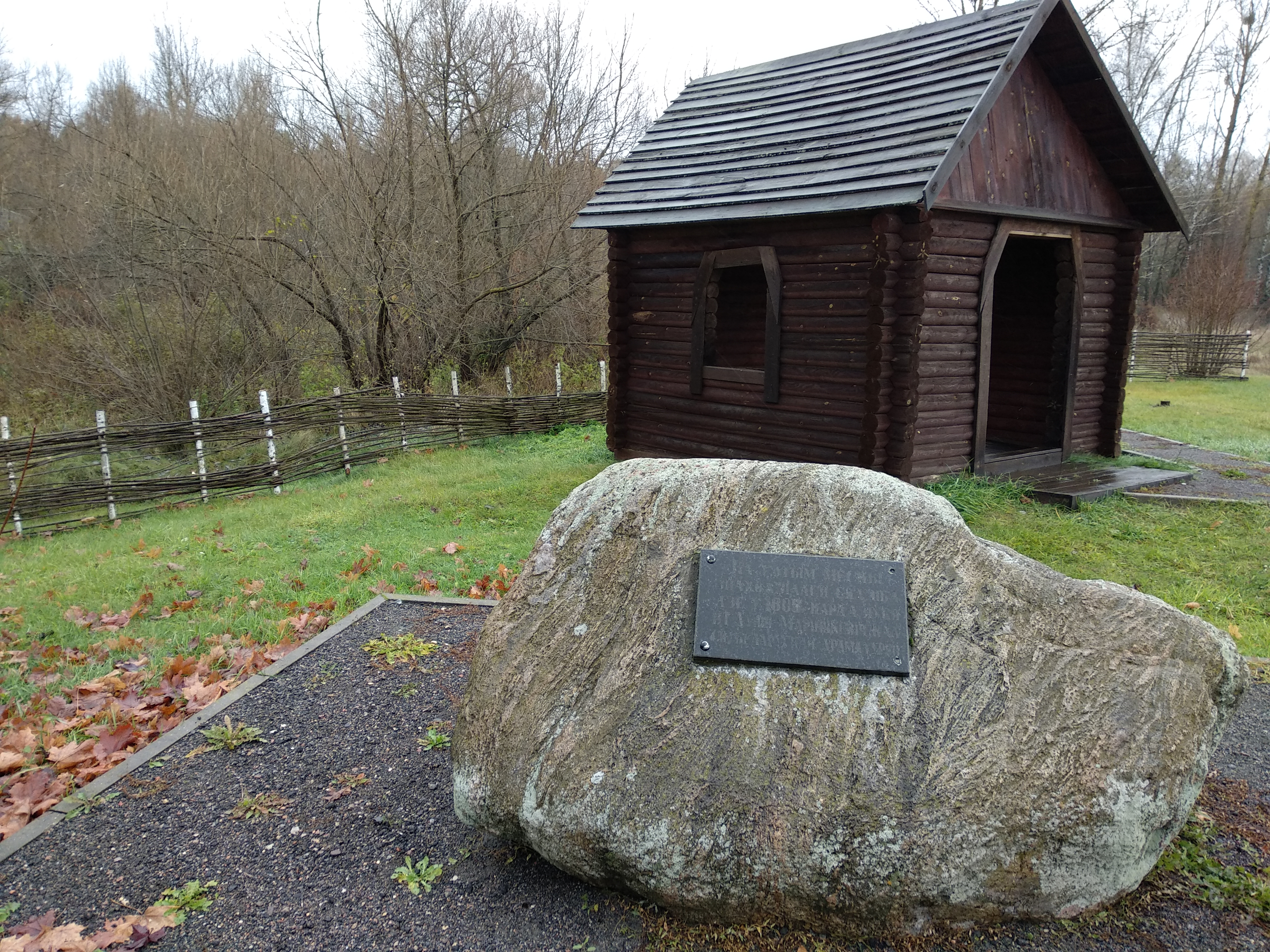
Мемориальный камень на месте усадьбы, где родился В. И. Дунин-Марцинкевич